# Ivan Dolinar
Ivan Dolinar, slovenski rezbar, novinar, urednik in politik, * 26. avgust 1840, Škofja Loka, † 6. junij 1886, Trst.
Rodil se je očetu Gašperju in materi Mariji (rojeni Vilfan). Ivan Dolinar se je po končani osnovni šoli učil pri rezbarju Štefanu Šubicu. Leta 1859 je odšel v vojsko, se bojeval v Italiji, živel v Dalmaciji in Črni gori ter se nato ukvarjal s cerkvenim slikarstvom. Leta 1865 se je naselil v Trstu in bil tam med soustanovitelji in prvi predsednik Delavskega podpornega in bralnega društva. Leta 1875 je bil med soustanovitelji političnega društva Edinost in od 1876 do 1880 izdajatelj ter odgovorni urednik glasila Edinost, v katerem je tudi objavljal članke v katerih se je boril za pravice tržaških Slovencev. Bil je dopisnik Novic in Slovenca (1884-1886). Izdajal pa je tudi zabavni polmesečnik Jurij s pušo (1884-1886) in založil Jurijev koledar za navadno leto 1885.